# 大江戸温泉物語 湯屋あいづ
大江戸温泉物語 湯屋あいづ （おおえどおんせんものがたり ゆやあいづ）は、福島県会津若松市にある温泉を利用した宿泊・日帰り温泉施設である。大江戸温泉物語がプロデュースする全国展開店舗の第1号となる。2007年3月26日開業。

## 特徴
基本料金で温泉や岩盤浴等が利用できるほか、別料金にてマッサージといった各種オプションを利用することができる。東京お台場の大江戸温泉物語とは異なり、宿泊施設も兼ね備える（宿泊プランあり）。
建物は旧ウェルサンピア会津の施設を簡易的に改装したものである。簡易的となったのは早期のオープンを優先させたためであるが、今後も徐々に施設の改装・改築が行われることが想定される。
2007年7月21日、「親子の絆 足湯でギネスに挑戦」と題し、館内に設置された世界最大級の足湯に同時にどれほどの人数が入浴できるかといった試みがなされた。結果、それまでの塩原温泉の289人という記録を大きく塗り替え、517人という世界記録を樹立した。

## 泉質・適応症
- ナトリウム・塩化物温泉
- 慢性皮膚病、神経痛、筋肉痛、冷え性等

※効能は個人差があり、あくまで目安である。

## アクセス
- 住所：福島県会津若松市神指町北四号字東神指77-1
- 鉄道：JR会津若松駅より車で約10分。